# Виллафранка-Тиррена

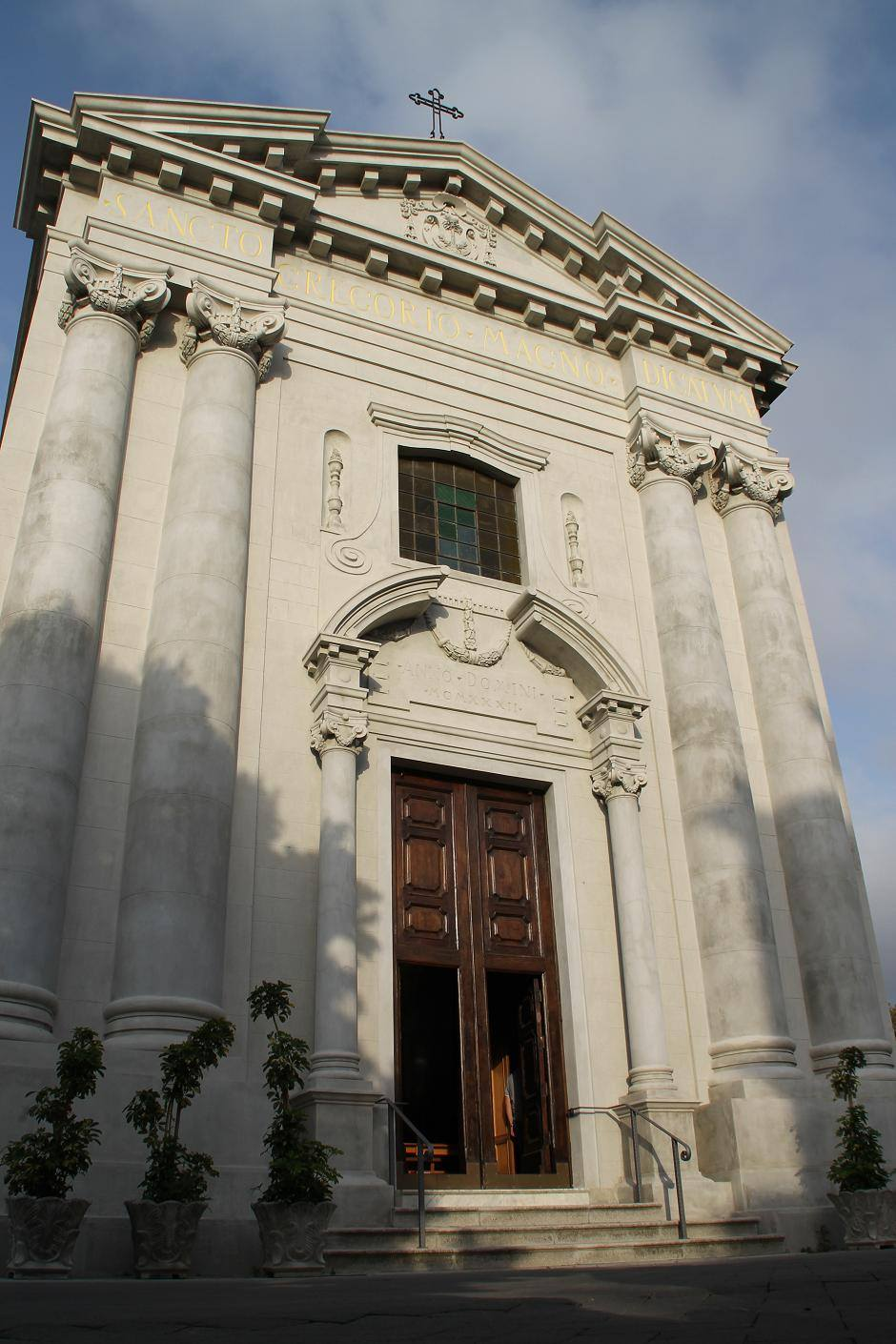
Храм Григория Великого

Виллафранка-Тиррена (итал. Villafranca Tirrena) — коммуна в Италии, располагается в области Сицилия, подчиняется административному центру Мессина.
Население составляет 8921 человек, плотность населения составляет 575 чел./км². Занимает площадь 14 км². Почтовый индекс — 98049. Телефонный код — 090.
Покровителем населённого пункта считается святитель Николай, Мирликийский Чудотворец. Праздник ежегодно празднуется 6 декабря.